# Fémina Omni Sports Hem
Le Fémina Omni Sports Hem est un club de football féminin français basé à Hem, et fondé en 1970.
Les Hémoises atteignent pour la première fois de leur histoire la Division 1 en 1980, après plusieurs saisons passées dans les divisions régionales de la Ligue du Nord-Pas-de-Calais. Après deux saisons dans l'élite, puis un passage de trois saisons en seconde division, le club retrouve la Division 1 en 1986 pour une seule saison. Le club connaît une dernière saison dans l'élite en 1991 avant de plonger au niveau des divisions régionales de la Ligue du Nord-Pas-de-Calais. 
L'équipe fanion du club évolue dans les divisions départementales du district des Flandres.

## Palmarès
Le tableau suivant liste le palmarès du club actualisé à l'issue de la saison 2011-2012 dans les différentes compétitions officielles au niveau national et régional.
| Compétitions régionales     | Équipes réserves et de jeunes |
| Votre aide est la bienvenue | Votre aide est la bienvenue   |

## Bilan saison par saison
Le tableau suivant retrace le parcours du club depuis la création de la première division en 1974.
| Édition   | Division 1   | Division 2             | Divisions Régionales |
| 1974-1980 | -            | Championnat inexistant | …                    |
| 1980-1981 | Premier Tour | Championnat inexistant | -                    |
| 1981-1982 | Premier Tour | Championnat inexistant | -                    |
| 1982-1983 | -            | 3e (Gr. A)             | -                    |
| 1983-1984 | -            | 3e (Gr. C)             | -                    |
| 1984-1985 | -            | 5e (Gr. C)             | -                    |
| 1985-1986 | -            | -                      | …                    |
| 1986-1987 | 5e (Gr. A)   | Championnat inexistant | -                    |
| 1987-1991 | -            | Championnat inexistant | …                    |
| 1991-1992 | 10e (Gr. C)  | Championnat inexistant | -                    |
| 1992-2013 | -            | …                      | …                    |